# Onze dochter heet Delphine
Onze dochter heet Delphine is een documentaire uit 2013, waarin Sybille de Selys Longchamps voor het eerst openlijk op televisie over haar relatie met prins Albert van België praat. Deze reeks verscheen simultaan op de Vlaamse zender VIER en op de Waalse zender RTL.
Eric Goens interviewde Sybille de Selys Longchamps in haar villa in het Zuid-Franse Villecroze. De Selys Longchamps bevestigde hierin nogmaals dat Delphine van Saksen-Coburg (toen nog Boël) de dochter is van Albert II van België, en een liefdeskind uit de relatie die zij met hem had, en die er ook toe leidde dat Albert en zijzelf meer dan tien jaar samen woonden, met dochter Delphine, in Knokke. Ze stelde dit en documenteerde het met foto's en meerdere verhalen, waarbij ze ook haar mening gaf over Paola Ruffo di Calabria en diens relatie met de drie kinderen die prinses Paola met toenmalig prins Albert heeft.

## Afleveringen
| Afl. | Datum van uitzending | Aantal kijkers |
| ---- | -------------------- | -------------- |
| 1    | 3 september 2013     | 468.519        |
| 2    | 10 september 2013    | 488.628        |